# Krông Búk (xã)
Krông Búk là một xã thuộc huyện Krông Pắc, tỉnh Đắk Lắk, Việt Nam.
Xã có diện tích 56 km², dân số năm 1999 là 13454 người, mật độ dân số đạt 240 người/km².